# Manjaro Linux
Manjaro Linux（或简称Manjaro）是基于Arch Linux的Linux发行版，使用Xfce、GNOME和KDE Plasma作为默认桌面环境，和Arch一样，采用滚动更新。其目标是为PC提供易于使用的自由的操作系统。

## 与Arch Linux的关系
Manjaro Linux基于Arch Linux，但拥有自己独立的软件仓库。Manjaro 的目标是让强大的Arch更方便用户使用，Manjaro使用著名的Pacman且可以直接利用AUR上的資源。Manjaro本身使用三个软件仓库：不稳定库，即含有那些不成熟的Arch包，这些包与Arch源有1-2天的延后；测试库，每周同步一次，包含那些Arch不稳定源的包；以及稳定库，包含那些由开发团队确认稳定的软件。

## 历史
2013年年中，Manjaro 进入 beta 阶段。系统的关键部分，如 GUI 安装程序（目前使用的是 Antergos 安装程序的分支）、包管理器（Pacman）、MHWD（Manjaro HardWare Detection，Manjaro 硬件检测软件）以及 Manjaro 设置管理器都已经实现了。

## 发布版本
Manjaro Linux官方支持的桌面环境包括Xfce（首选）、GNOME和KDE Plasma。社区支持的桌面环境包括：MATE、LXDE、Cinnamon、Awesome、Bspwm、Budgie、i3、LXQt和Openbox等。同时，也有预装单独的窗口管理器的社区版本。另外，Manjaro还提供网络版（NET-Edition），可配置自定义的图形环境。此外，通过Manjaro Linux的官方仓库可安装其它窗口管理器，如Razor-qt等
用户使用预装了桌面环境或者窗口管理器的Manjaro Linux的话，也可以选择通过官方软件仓库下载安装其它桌面环境或者窗口管理器。

## 特性
Manjaro Linux拥有开箱即用的多媒体支持、成熟的硬件识别软件，并支持多核CPU。Manjaro拥有命令行安装器和图形安装器。同时滚动更新也意味着用户无需通过重装系统或系统更新来更新自己的操作系统。软件包管理由Pacman处理，未来也计划提供一个GUI版本。Manjaro有32位和64位的版本，且都与Arch兼容。可对其进行配置，选择是与使用稳定库的Arch同步（默认），或者是与不稳定的Arch库同步。
Manjaro 软件库由自带的 BoxIt 工具管理，BoxIt 类似git。
Manjaro对显卡驱动的兼容性高，可自主选择安装开源驱动或者闭源驱动。

## 反应
2013年1月，DistroWatch的Jesse Smith审阅了Manjaro 0.8.3版本。他指出：“Manjaro进度很快。这是一个轻量级的系统，其使用的Xfce桌面响应速度很快。该发行版会尽力沿着其设计初衷走下去。”Smith在更新时遇到了一些问题。他说道：“其中一个严重的问题是当我试图进行更新时遇到的。之前几天的试用都很完美，但当更新后，系统就不能启动了。以回滚或不同启动参数的方式都无法进入登陆阶段。很遗憾，这标志着我的Manjaro试用期结束了，同时也提醒我注意那些滚动发行版含有的风险。”Smith 总结道：Manjaro适合那些有经验的Linux用户，安装和使用Manjaro都需要丰富的相关知识。
2014年7月，DistroWatch的Jesse Smith审阅了Manjaro 0.8.10版本。他总结道：“我过去曾经尝试过Manjaro，我认为它在过去有着不错的品质，但并没有特別突出的地方。但我在过去的一周改变了我的想法。Manjaro大概是Arch Linux最好的衍生版本，且我已经使用它有数天之久了。这个发行版不但易于设定，其更让人感到亲切，搭配着漂亮的图形化软件包管理程序，高品质的系统安装程序和相当有帮助的欢迎界面。Manjaro带有很多有用的软件和多媒体支持。在我使用这个发行版的期间沒有发生严重的问题，事实上是几乎没有问题，这大概会是我今年使用最久且相当吸引人的桌面发行版之一。”